# Réservoir de Tcheboksary
 (septembre 2012).
Si vous disposez d'ouvrages ou d'articles de référence ou si vous connaissez des sites web de qualité traitant du thème abordé ici, merci de compléter l'article en donnant les références utiles à sa vérifiabilité et en les liant à la section « Notes et références ».
Le réservoir de Tcheboksary (en russe : Чебоксарское водохранилище, Tcheboksarskoïe vodokhanilichtche) est un lac de retenue de Russie, sur le cours de la Volga, qui fait partie de la « cascade Volga-Kama ».

## Géographie et histoire
Le réservoir, qui s'étend sur le cours moyen de la Volga, a été achevé en 1982. Il a une superficie de 2 190 km2 et contient 13,8 milliards de mètres cubes d'eau. 
Le réservoir de Tcheboksary reçoit les eaux de la Vetlouga et de la Kerjenets au nord et de la Soura au sud. 
Les principales villes baignées par le réservoir sont Tcheboksary, la capitale de la république de Tchouvachie, Novotcheboksarsk, Lyskovo et Kozmodemiansk, toutes situées sur la rive sud.
Le barrage, qui se trouve en face de la ville de Novotcheboksarsk, à quelques kilomètres en aval de Tcheboksary, permet de réduire les inondations. Il comporte une écluse à deux sas, dont la chute est de 18 m. La centrale électrique a une puissance de 1 404 MW. Le barrage supporte la route « Viatka », qui relie Tcheboksary à Kirov.